# Famille Mestiri
Pour les articles homonymes, voir Mestiri.
Cette page explique l’histoire ou répertorie les différents membres de la famille Mestiri.
La famille Mestiri est une famille tunisienne qui appartient à la grande notabilité tunisoise.
L'ancêtre, El Hadj Frej Cherif El Marzouk, quitte Monastir à la fin du XVIIIe siècle et s'installe à Tunis en qualité de commerçant parfumeur,. Son fils, El Hadj Ahmed Mestiri, poursuit la carrière de son père avant que Hammouda Pacha ne le nomme caïd-gouverneur des Ouertane,, poste qu'il quitte pour se consacrer à une activité de propriétaire terrien grâce à de vastes domaines et propriétés,.
Ce habous légué au profit de sa descendance permet à des générations d'être de riches propriétaires. Au début et tout au long du XXe siècle, certains membres de cette famille s'engagent dans le militantisme et quelques-uns occupent de hautes fonctions politiques sous le régime du président Habib Bourguiba.

## Personnalités
- Ahmed Mestiri (1925-2021), ministre
- Hamouda Mestiri, militant
- Mahmoud Mestiri (1929-2006), ambassadeur et ministre
- Moncef Mestiri (1901-1971), journaliste et militant
- Saïd Mestiri (1919-2014), médecin chirurgien et historien